# Red Army – Legenden auf dem Eis
Red Army – Legenden auf dem Eis (Originaltitel: Red Army) ist ein Dokumentarfilm von Gabe Polsky aus dem Jahr 2014. Als Executive Producers waren u. a. Jerry Weintraub und Werner Herzog tätig. Der Film hatte seine Premiere bei den Internationalen Filmfestspielen von Cannes 2014 und wurde von Sony Pictures Classics in einer begrenzten Anzahl von Kinos am 23. Januar 2015 veröffentlicht. Der Kinostart in Deutschland war am 29. Januar 2015.

## Inhalt
Der Film zeigt, wie die Eishockeyspieler der Sowjetunion während des Kalten Krieges von den 1950er Jahren bis zur Auflösung 1990 gedrillt wurden und den Eishockey-Sport dominierten, obwohl in der US-amerikanischen NHL schon damals mehr Geld floss. Das sowjetische Nationalteam bestand zu dieser Zeit fast ausschließlich aus jungen, linientreuen Spielern des ZSKA, dem Verein der Roten Armee (engl. Red Army).
Das strenge Training hatte zum Ziel, den Sozialismus in Form eines funktionierenden Sport-Kollektivs zu präsentieren. Anders als etwa das US-amerikanische Star-System setzten sie auf die Mannschaft als solche, ohne besonderen Fokus auf die einzelnen Spieler. Die Propaganda funktionierte jedoch nur, wenn die westlichen Konkurrenten besiegt werden konnten.
Zudem mussten talentierte Spieler davon abgehalten werden, zum Klassenfeind zu wechseln, was die sowjetischen Machthaber zu verhindern wussten. Die Geschichte wird aus der Sicht des Moskauer Kapitäns Slawa Fetissow erzählt, der vom Nationalhelden zum politischen Feind avancierte. Dabei wird auch der rabiate Trainer der Mannschaft porträtiert, Wiktor Tichonow, für den keiner der Spieler ein gutes Wort übrig hat.

## Veröffentlichung
Red Army hatte seine Premiere beim Toronto International Film Festival 2014 und wurde von Sony Pictures Classics in die US-amerikanischen Kinos gebracht.  Zudem wurde der Film bei den Internationalen Filmfestspielen in Cannes gezeigt.
In Telluride war Red Army 2014 der einzige Dokumentarfilm im offiziellen Wettbewerb, ebenso in Toronto, New York und beim AFI Film Festival. Beim Moscow International Film Festival wurde der Film als Eröffnungsfilm ausgewählt.

## Rezeption
Red Army ist einer am besten bewerteten Filme 2014 mit einer Bewertung von 97 % bei Rotten Tomatoes, basierend auf 91 Kritiken. Im Kritikerkonsens heißt es: „Red Army ist ein packendes Dokumentar-Drama für Eishockey-Fans und Neulinge gleichermaßen.“ (original: „Fun and fascinating, Red Army delivers absorbing documentary drama for hockey fans and sports novices alike.“) Bei Metacritic erhielt der Film eine Bewertung von 82/100 bei insgesamt 32 Kritiken.
A. O. Scott von The New York Times nannte den Film eine „ergreifende, verrückte Geschichte—ein russischer Roman mit Tolstoischer Tiefe und Gogl-esker Absurdität“. Das Time Magazine schrieb „dieser verspielte, melancholische Film präsentiert eine menschliche Geschichte, die Jahrzehnte, Grenzen und Ideologien überwindet“. (original: „this playful, poignant film presents a human story that transcends decades, borders and ideologies“) Scott Feinberg vom The Hollywood Reporter meinte, der Film sei „einer der besten Dokumentarfilme“, die er je gesehen hätte.
Der Filmdienst urteilt, der Film ist ein „meisterlicher Versuch, anhand der Biografien einzelner sowjetischer Eishockey-Spieler die Geschichte der UdSSR zwischen 1979 und 2002 zu rekonstruieren“. Dabei wurden „um ein langes Interview mit dem Verteidiger Slava Fetissow […] vorzüglich ausgewählte Archivmaterialien“ gruppiert, die „von der Politisierung des Sports dies- und jenseits des Eisernen Vorhangs erzählen“. Der Film sei „eine ebenso aufschlussreiche wie unterhaltsame Sportdokumentation, die mit bizarren Details und Anekdoten auch den grimmigen Ernst des Kalten Kriegs nachzeichnet“.
Red Army gewann jeweils den Publikumspreis bei den 2014er Filmfestivals des AFI, in Chicago und Middleburg.
Das Eishockey-Magazin Haimspiel.de bewertet den Film auf verschiedenen Ebenen und insbesondere aus einer Sichtweise des Sports heraus. Es wird etwa auf den beißenden Humor der „Witze der Spieler über Trainer Tichonow, der sein Amt mit absolutistischer Machtfülle ausübte“ hingewiesen, der den Spielern half, bis zu vier Trainingseinheiten pro Tag durchzustehen. Gleichzeitig verweist das Magazin etwa darauf, dass das Thema „Doping“ auffällig totgeschwiegen wird. Die „Entscheidung des Politbüros, Eishockey zum Volkssport zu machen und folgend den Erfolg mit allen finanziellen und strukturellen Maßnahmen zu erzwingen“, wirkt bis heute nach. Auch die Rolle der Eishockeyspieler, die die (demütigende) „Ohnmachtserfahrung (...)  im Rahmen der Perestroika, angesichts des Zerfalls des Sowjetreiches und dem Ausbluten Russlands im Verlauf der 90er Jahre“ erfahren, wird am Beispiel Alexander Ovechkins erörtert.